# Hortipes oronesiotes
Hortipes oronesiotes là một loài nhện trong họ Corinnidae.
Loài này thuộc chi Hortipes. Hortipes oronesiotes được miêu tả năm 2000 bởi Bosselaers & Rudy Jocqué.